# Melanergon
Melanergon é um gênero de mariposa pertencente à família Eupterotidae.

## Espécies
- Melanergon fergussonis
- Melanergon louisiadensis
- Melanergon proserpina
- Melanergon vidua